# تداخل بين الثقافات
التداخل بين الثقافات يشير إلى دعم الحوار عبر الثقافات ومواجهة نزعات الانعزالية الذاتية داخل الثقافات. وينطوي التداخل بين الثقافات على تخطي القبول السلبي المجرد لحقيقة تعدد الثقافات فيما يتعلق بالكثير من الثقافات الحالية الموجودة في مجتمع ما بصورة فعّالة، وبدلًا من ذلك يدعم الحوار والتفاعل بين الثقافات. لقد ظهرالتداخل بين الثقافات كرد فعل لانتقاد السياسات القائمة المتعلقة بالتعددية الثقافية، مثل الانتقادات التي تشير إلى أن سياسات التعددية الثقافية الحالية قد فشلت في دمج الثقافات المختلفة في المجتمع، ولكنها بدلًا من ذلك قسّمت المجتمع عن طريق تقنين وضع المجتمعات المنعزلة المنفصلة التي عزلت نفسها وأكدت على خصوصيتها. ويعتمد هذا المفهوم على إدراك كلٍ من الاختلافات والتشابهات الموجودة بين الثقافات. وقد عالج خطر خلق نسبية مطلقة داخل نطاق ما بعد الحداثة وفي التعددية الثقافية. وقد وصفت الفيلسوفة مارثا نوسباوم في كتابها Cultivating Humanity (تعزيز الإنسانية) التداخل بين الثقافات بأنه ينطوي على «إدراك الاحتياجات الإنسانية المشتركة عبرالثقافات والتنافر والحوار الجاد داخل الثقافات»، وأن المشتغلين بالتداخل بين الثقافات «يرفضون ادعاءات سياسات الهوية، والتي تشير إلى أن المنتمين لمجموعة محددة هم فقط من يكون لديهم القدرة على فهم آراء وأفكار تلك المجموعة».
وهناك مؤيدون ومعارضون على حد سواء بين من يحملون فكر التداخل بين الثقافات، والذين يتبنون التعددية الثقافية. فيرى جيرالد ديلانتي أن التداخل بين الثقافات قادر على دمج التعددية الثقافية داخله. وعلى العكس من ذلك، ترى نوسباوم التداخل بين الثقافات متميزًا عن التعددية الثقافية، وتشير إلى أن العديد من أساتذة علم الإنسانيات قد فضلوا التداخل بين الثقافات على التعددية الثقافية، وذلك نظرًا لأنهم يرون التعددية الثقافية «مرتبطة بالنسبية وسياسات الهوية».
وقد أقرت هيئة اليونسكو التابعة للأمم المتحدة اتفاقية حماية وتعزيز تنوع أشكال التعبير الثقافي في عام 2005، والتي أعلنت دعم التداخل بين الثقافات. وفي ألمانيا، تلتزم جميع الجامعات بأن يكون لديها قسم حول كفاءة التفاعل بين الثقافات في برامج العمل الاجتماعي الخاصة بها، ويشتمل هذا القسم على الطلاب القادرين على الاستماع والانفتاح والتواصل مع الأفراد الذين ينتمون لخلفيات ثقافية مختلفة، ولديهم معرفة حول خلفيات المجموعات الثقافية، فضلاً عن معرفة الصور الذهنية النمطية القائمة والعصبيات المتعلقة بالمجموعات الثقافية، وغير ذلك من المعايير. في هذا الإطار، تحدث سلمان شيما رئيس قسم التسويق والاتصالات في المجلس البريطاني1 في مقالة تحت عنوان "From Multiculturalism to Interculturalism – A British perspective" (من التعددية الثقافية إلى التداخل الثقافي - وجهة نظر بريطانية) عن استضافه المجلس البريطاني بالتعاون مع معهد أبحاث السياسات العامة (IRPP) في كندا في مدينة مونتريال في مقاطعة كيبيك لحدث تم عقده في الحادي عشر من أبريل عام 2013، حيث أعلن المدافع عن شؤون التداخل بين الثقافات فيل وود أن التعددية الثقافية قد واجهت مشكلات خطيرة تحتاج لحل عن طريق تداخل الثقافات، ورفض موقف خصوم التعددية الثقافية الذين يسعون لاستعادة المجتمع الأحادي الثقافي في فترة ما قبل التعددية الثقافية. وبعد عدة أيام، أعلن الحزب الديمقراطي الجديد في كندا (NDP)، والذي يقع مقره في مونتريال، عن دعمه للتداخل بين الثقافات في تمهيد قوانينه الأساسية التي أقرت جمعيته الفيدرالية التي عُقدت في مونتريال في 14 أبريل 2013.